# Hyllus brevitarsis
Hyllus brevitarsis är en spindelart som beskrevs av Simon 1902. Hyllus brevitarsis ingår i släktet Hyllus och familjen hoppspindlar. Inga underarter finns listade i Catalogue of Life.